# Св. св. Константин и Елена (Одрин)
Вижте пояснителната страница за други значения на свети свети Константин и Елена.
„Св. св. Константин и Елена“ (на турски: Konstantin-Elena Kilisesi; на гръцки: Ἱερός Ναός Ἁγίων Θεοστέπτων Βασιλέων καί Ἰσαποστόλων Κωνσταντίνου καί Ἑλένης) е българска православна църква в Одрин, Турция. Църквата е подчинена на Одринската епархия на Вселенската патриаршия. Заедно с другата българска църква „Свети Георги“ са единствените две действащи църкви в епархията.

## Местоположение
Църквата се намира в югоизточната част на Одрин в махалата Абдурахман. В непосредствена близост река Тунджа се влива в река Марица.

## История
Църквата „Св. св. Константин и Елена“ е построена е през 1869 г. за по-малко от седем месеца и е ярко свидетелство за православната архитектура от онова време.
Представлява трикорабна псевдобазилика, изградена със смесена каменно-тухлена зидария на гевгирена конструкция, с два реда колони, дървени тавани и интериорни елементи от дървена пластика. 70 икони са били монтирани на иконостаса.
На западната ѝ фасада е поставена паметна плоча, която гласи:
| „ | За слава на Едносъщната, Животворяща и Неразделна Троица Отца, Сина и Светия дух с благоволението на негово императорско величество султан Абдул Азис хан започна да се изгражда този храм… на 3 март 1869, а беше завършен на 25 септември същата година… с дарения на българското джелепско народно общество в Одрин. | “ |

Изследване на архитект Николай Тулешков показва, че църквата е построена от българи, преселили се от Тракия и Западна Македония в село Булгаркьой, Кешанско в Беломорска Тракия, днес в Турция. Главен майстор е бил Константин Казака.
Църквата е изцяло реставрирана в 2008 г. със средства на българската държава, на общини и фондации от България и много дарения от обикновени българи.
В 2010 година в двора на църквата е открит паметник на екзарх Антим I, поставен от Съюза на тракийските дружества в България. Паметникът е поставен без разрешение на Вселенската патриаршия и тъй като екзарх Антим е схизматичен епископ, вселенският патриарх Вартоломей I Константинополски и одринският митрополит забраняват службите на български в храма и посещенията на български епископи и свещеници в двете български църкви в града. В 2015 година патриарх Варломей уведомява Светия синод на Българската православна църква, че не разрешава посещението на епископ Поликарп Белоградчишки в Одрин до премахването на паметника. Светият синод отговаря, че няма как да премахне паметника, тъй като той не е поставен от Българската православна църква, и че няма да промени титлата на епископ Евлогий Адрианополски – друг спорен между двете църкви въпрос, но обещава да не дава повече титли, дублиращи се с тези на други православни църкви.